# Калныня, Ирма
Ирма Калныня урождённая Ферлина (латыш. Irma Kalniņa; 7 октября 1950, Нью-Йюрк, США) — американский специалист по коммуникациям, деловому этикету и дипломатическому протоколу, публицист. Позже также Латвийский политик.

## Биография
Ирма родилась 7 октября 1950 года в Нью-Йорке, США. Она родилась в семье куда латвийских эмигрантов, которые бежали от красной армии в конце Второй мировой войны. Её отец Адольф Ферлиньш был портным, а матерью Эрика Буше. Её дедушка, бабушка и другие родственники были жертвами Сталинских репрессий и были высланы в Сибирь. В 1941 году, во время обыска её дома её бабушка сказала чекистам, что мать Ирмы умерла. Таким образом мать Ирмы избежала репрессий. У неё был один брат Янис. 
Она окончила Университет Огайо по специальности «педагогика». Принята в Латвийскую студенческую корпорацию «Дзинтра».
Следующие 30 лет Ирма профессионально занималась деловым этикетом, коммуникацией и дипломатическим протоколом, а также работала в различных благотворительных организациях. Она является практикующим специалистом по коммуникациям и членом правления SIA «Irmas Kalniņas konsultācija».
Ирма была дважды замужем. В первый раз она вышла замуж за некого Джонстона. У супругов родились двое сыновей и дочь: Кристофер Томас, Ричард Эдвард и Ингрида Анна, а также имеет троих внуков. Позже супруги развелись. 20 февраля 1996 года она вышла замуж за Ояра Эрика Калниньша, латвийского общественного деятеля в эмиграции. Они познакомились в 1992 году, когда шло обсуждение поставок лекарств и медикаментов в Латвию, так как Россия прекратила поставки.
В 1993 году, её супруг послом Латвии в США. Будучи супругой посла, она участвовала в развитии и укреплении отношений между латвийскими и американскими политиками, работала в общественной организации «Hayes, Domenici & Associates», возглавляя международный проект по ранней диагностике рака груди. После прекращения дипломатической карьеры супругом, в 1999 году, пара переехала в Латвию.
В 2018 году она представила на Лондонской книжной ярмарке свою книгу «За столом».
Её супруг Ояр Эрик занялся политической деятельностью в Латвии, и в 2010 году был избран депутатом Сейма Латвии. Он был депутатом до своей смерти в 2021 году.
В 2022 году решила баллотироваться в Сейм и была избрана по списку «Нового единства». В XIV Сейме она работает в Комиссии по иностранным делам, а также в Комиссии по мандатам и этике. 23 ноября 2022 года она была избрана секретарём Комиссии Сейма по иностранным делам.
Она баллотировалась на выборах в Европейский парламент 2024 года по списку «Новое единство», но не была избрана. В ноябре тог же года, она находилась с визитом в Монреале в составе латвийской делегации и представляла Латвию в Парламентской ассамблее НАТО.
За городом ей принадлежит дача в Вайде.